# ドン・ブラッシンゲーム
ドン・リー・ブラッシンゲーム（Don Lee Blasingame, 1932年3月16日 - 2005年4月13日）は、アメリカ合衆国ミシシッピ州コリンス出身の元プロ野球選手・コーチ・監督。
ブレイザー（Blazer）の愛称でも知られ、NPBでの登録名はドン・ブレイザーが使われた。 
義理の父であるウォーカー・クーパーもメジャーリーグベースボール(MLB)で活躍した元プロ野球選手。妻は元客室乗務員で、ミス・カリフォルニア。1960年に結婚。

## 経歴
ブラッシンゲームの名は、全て日本プロ野球登録時の「ブレイザー」とする。

### メジャー時代
コリンス高等学校からリプスコム大学を経て、1953年にセントルイス・カージナルスへ入団。
1955年9月20日のシカゴ・カブス戦（ブッシュ）でメジャー初出場。
1956年からレギュラー二塁手として定着。
1958年にはオールスターゲームに出場するなど、1950年代末のMLBを代表する選手として活躍する。
ブレイザーが初めて日本プロ野球に触れたのが、1959年に大阪スタヂアムで行われた、南海ホークス・大毎オリオンズ連合チームとの対戦である。この試合では大毎の榎本喜八が放ったセンターへ抜けようかという打球を逆シングルで好捕し、二塁へ入った遊撃手から一塁への華麗な併殺（バックトス）で仕留めた。このあっという間のプレーに、当時全盛期で一塁走者だった南海の広瀬叔功は、なぜ自分がアウトになったのか分からず、二塁ベース上で呆然とするしかなかった。この試合とブレイザーの練習を観察していた広岡達朗は大きな影響を受け、ブレイザーが黙々と守備の基本動作を繰り返している様子を見て感化され、「体の正面で捕る」重要さを思い知ったという。
1960年にはサンフランシスコ・ジャイアンツ、1961年途中にシンシナティ・レッズへ移籍し、同年のナショナル・リーグ優勝に貢献。ワールドシリーズにも出場するなど、充実したシーズンを送った。
しかし、1963年のシーズン途中に故障で戦列を離れると、後にMLB歴代最多安打記録保持者となるピート・ローズが正二塁手に定着し、ブレイザーの出場機会は大きく減少した。ワシントン・セネタースへの移籍後は、再度二塁手に返り咲き、1966年にカンザスシティ・アスレチックスへ移籍した。

### 南海時代～野村との野球観
1967年に来日し、監督の鶴岡一人率いる南海ホークスへ入団した。南海入団後は、本名の「ブラッシンゲーム」が各球場のスコアボードに書ききれないため、愛称の「ブレイザー」を登録名とし、そのまま日本での呼称となった。
併殺時の素早い足の運びとグラブ捌き、正確な送球は健在で、打撃面でも勝負強いバッティングを見せ、攻守に渡って質の高いプレーで格の違いを示し、1967年・1968年と2年連続でベストナインを受賞した。またブレイザーはバントの技術にも長けており、セーフティバントは三塁線ギリギリに転がすことが多く、切れそうで切れないゴロは芸術品とも言えるほどだった。前述のように基本動作を何度も繰り返すことから、派手さは無いが技術の確実性は非常に高く、さらに捕球してから送球までの流れが速いことから、南海の投手陣は「困ったらドンの方向に」が合言葉だった。
1969年シーズンを最後に引退し、1970年からは南海のヘッドコーチに就任した。この年、野村克也が「南海再建を託せるのは君しかいない」とオーナーの川勝傳から要請され、35歳の若さで選手兼任監督となったが、その際に野村が挙げた条件が、ブレイザーのヘッドコーチ就任だった。ヘッドコーチとしては1973年のパ・リーグ優勝に貢献したが、1977年のシーズン終盤に野村が公私混同を理由に解任されたのに合わせて退任した。
野村は「ブレイザーがヘッドじゃなきゃ監督は引き受けなかった」と語っている。野村はブレイザーについて、「考える野球を教えてくれた恩人」と著書で記しており、ブレイザーは試合前のミーティングにてそれまで南海の選手が見たことも聞いたことも無かった野球理論や知識を惜しげもなく伝授し、「シンキング・ベースボール」の奥深さを教えた。ただ一試合、一試合をこなすのではなく、その試合毎に緻密な野球を組み立てる方法で、日本プロ野球界に革命をもたらした。
また野村は、ブレイザーを何度も食事に連れ出し、メジャーで生き残る秘訣を訊いた。ある日野村は、ブレイザーから「君が打者の時、ヒットエンドランのサインが出たらどうするか?」と聞かれ、「フライと空振りはダメ。どうにかして打球を転がす」と答えたが、ブレイザーは「それだけか?」と聞き返し、「まだあるぞ。走者がいるということは必ずセカンドかショートが二塁ベースカバーに入るから、セカンドが入れば一二塁間、ショートが入ったら三遊間方向に打球を転がすんだ」とさらりと答え、野村は感服した。このことから、野村は「自分のID野球の源流はブレイザーにある」と常々語っている。
当時、南海の現役選手だった江本孟紀は、「日本流の単純な根性論とは180度異なる野球観。相手の癖や性格を分析し、ゲームの状況に応じて戦略を臨機応変に切り替えるという、極めて頭脳的なスポーツの世界である。野村監督の試合前の想定問答はブレイザー直伝である」と記している。

### 広島、阪神時代
南海を退団したブレイザーの元へは、その野球観を教えてほしいと広島東洋カープの古葉竹識監督からの依頼があり、1978年に広島の一軍守備兼ヘッドコーチに就任した。大阪へ家族を残したまま単身赴任でチームを指導し、古葉は「ブレイザーの野球を見て本当に勉強になった」と述べた。
1979年には阪神タイガースの一軍監督に就任し、1976年に南海からトレード移籍していた江本と再会した。江本は前年オフに選手会長に就任したが、前年の阪神は球団史上初の最下位に終わっており、小津正次郎球団社長からブレイザーの監督就任を聞き、「グッド・チョイス。ブレイザーならチームも変わると確信めいたものがあった」と歓迎した。
ブレイザーには南海時代からの「考える野球＝シンキング・ベースボール」を取り入れた采配が期待され、就任一年目の同年は4位に終わったものの、最下位に終わった前年に比べれば持ち直し、失速することの多かった夏場のロード明けまで首位争いにも加わるほどの躍進だった。この年の阪神はブレイザー自身が敢行した開幕前のクラウンライターライオンズとのいわゆる「世紀のトレード」（田淵幸一、古沢憲司を放出し、真弓明信、若菜嘉晴、竹之内雅史、竹田和史を獲得）や、江川事件によって読売ジャイアンツから小林繁を獲得しての戦力アップも要因の一つだが、ブレイザーの手腕による面も大きかった。当時、遊撃手だった真弓には「（守備時に）爪先は常にホーム方向へ」と指示し、守備位置や自身の動きで投手の球種を相手打者に悟らせない「考える守備」を提唱した。
しかし、1980年に後に阪神で主力選手へ成長する大型ルーキー・岡田彰布が入団すると、起用法を巡ってフロントと対立する。岡田はブレイザーとの初対面で、通訳兼任コーチの市原稔を介して「岡田はまだ新人。いくら力のあるルーキーでも、メジャーでは最初からいきなり試合で起用することは無い」と告げられたことに、「そんなの関係ないやろ」と反骨心が芽生えたと記している。当時の阪神番記者の回想録によると、ブレイザーは端から岡田を起用する気はなく、1979年オフはカナダ・トロントのウインターミーティング等で即戦力二塁手を探し回っていたという。メジャーリーグで顔の広くないブレイザーは目星の二塁手を見つけることが出来ず、仕方なく獲得したのがヤクルトを解雇されたデーブ・ヒルトンだった。結局、ブレイザーは岡田を起用しなかったことで新聞やマスコミ、ファンから批判を浴び、試合中には観客から「岡田を使え」コールが大きくなった。さらにヤクルトから獲得したヒルトンを打撃不振であるにもかかわらず守備面を評価して起用し続けたこともそれに拍車を掛けた。ブレイザーから見れば、前述のメジャーでの起用法やヒルトンの守備評価に加え、当時阪神の二塁手には名手の榊原良行がおり「これなら一軍でずっと活躍出来ると確信を持てるまで、岡田を安易には使わない」と宣言していた。
その結果、ブレイザーの自宅には悪質なファンによって剃刀入りの手紙が届けられ、ブレイザーの妻が恐怖でノイローゼとなり「こんな野蛮な国は嫌だ」と帰国を懇願したことや、阪神フロントがヒルトンを成績不振により退団させた後にブルース・ボウクレアを獲得したことを「フロントの現場への介入」と判断したこともあり、シーズン途中の同年5月14日で監督を退任した。ブレイザーは江本に対し、「これだけ岡田を育てようとしているのに分かってくれない。小津社長も『岡田を使え』とプレッシャーをかけてくる。だがそれは私の信念に反する。出来ないことだ」と述べるなど、最後まで主張を通そうとした。
ブレイザーの後任には、一軍ヘッド兼打撃コーチだった中西太が就任したが、昨年より順位を落として5位に終わる。選手会長の江本は以前から中西とは確執があり、翌1981年のいわゆる「ベンチがアホ」発言問題を契機に現役を引退した。広島でブレイザーをヘッドコーチに起用した古葉監督は、ブレイザーの「自分の野球以外耳を貸さなかった」性格故にこの退団劇を予見していたという。

### 南海復帰～晩年
阪神退団後も複数の球団から勧誘され、古巣・南海の監督に就任した。与那嶺要、バーニー・シュルツをコーチで連れてきた。市原稔は一軍守備走塁コーチに就任。
1年目の1981年はルーキーの山内孝徳、山内和宏2投手が加わり、ベテランの山内新一でトリオ・ザ山内が誕生。3人が先発の柱になり、藤田学も復活した。打線も好調で門田博光、ジム・タイロン、新井宏昌、藤原満が3割、門田が月間16本塁打を樹立し、初の本塁王も獲得したが、前期5位、後期6位（年間5位）と低迷した。首脳陣と選手達との内紛が絶えなかったと言われた。
1982年はトリオ・ザ山内が揃って二桁勝利を挙げ、金城基泰が21セーブと投手陣が整備されたが、最多打点がタイロン、定岡智秋の48で、主砲の門田が故障で離脱するなど打線が沈黙し、順位は年間最下位（前期5位、後期6位）に終わった。ブレイザーの持病である心臓病に痛風も加わるなど健康上の問題や、補強などへの資金注入に全般的に消極的になった球団の経営姿勢もあり、監督を退任し帰国した。
帰国後は南海の駐米スカウトを経て、セントルイス・カージナルスおよびフィラデルフィア・フィリーズでコーチを務め、その後フィリーズではアドバイザーに就任した。
息子のケントは日本球界の情報に詳しく、しばしば得た情報を父に伝えていたが、岡田が2004年に阪神の監督に就任したことは伝えなかったという。
2005年4月13日、アリゾナ州にて死去、満73歳没。
ケントはその後、コロラド・ロッキーズの環太平洋スカウトを経て、2010年5月22日からは南海の後身である福岡ソフトバンクホークスの駐米スカウトに就任した。

## 人物
- 生前は太るのを極端に嫌がっており[29]、野村曰く「夫婦そろって、栄養失調になりはしないか」と思うほど、食事を摂らなかった[30]。妻は来日後豆腐一辺倒で、スーパーマーケットからパックに入った豆腐を買ってきて、パックをあけて水を切ると、プリンのようにスプーンですくって醤油も使わずに食べた[30]。ブレイザーは豆腐嫌いであったため、サラダを常食としており、人の顔を見れば「サラダを食べなさい」と言ってうるさかった[30]。
- 南海監督時代はバーニー・シュルツ一軍投手コーチと共に香川伸行を気に入り、二人は最初、香川の愛称である「Dokaben（ドカベン）」を上手く発音できず、「Dobaken（ドバケン）」とよく言い間違えていた。発音のしづらさから途中からは「Doke（ドケィ）」と呼ぶようになり、担当記者も「ドカベン」をさらに縮めて「ドカ」と呼んでいたが、生前の香川は全然頓着がなかった[31]。ブレイザーは香川の太っている割には柔軟性のある打撃を高く評価し、捕手としてもリードのうまさがあることを認めていたが、「ただ、肥満体型そのままでは長くはプレーできないだろう」と心配してダイエットを命じる。肥満の原因は炭酸飲料の飲み過ぎであり、1日平均10本は軽く飲み干していた。練習中でも喉が渇くとコーラをがぶ飲みし、即座に炭酸飲料「禁止令」が出た[31]。最初は香川も我慢したが、しばらくするとまたコーラに手が伸び始めた。ブレイザーは「ダイエットコーラなら飲んでもいい」と伝えたが、この当時は普及から30年以上前で、まだ日本では簡単に手に入らなかった。

## 詳細情報

### 年度別打撃成績
| 年 度     | 球 団     | 試 合 | 打 席 | 打 数 | 得 点 | 安 打 | 二 塁 打 | 三 塁 打 | 本 塁 打 | 塁 打 | 打 点 | 盗 塁 | 盗 塁 死 | 犠 打 | 犠 飛 | 四 球 | 敬 遠 | 死 球 | 三 振 | 併 殺 打 | 打 率 | 出 塁 率 | 長 打 率 | O P S |
| --------- | --------- | ----- | ----- | ----- | ----- | ----- | -------- | -------- | -------- | ----- | ----- | ----- | -------- | ----- | ----- | ----- | ----- | ----- | ----- | -------- | ----- | -------- | -------- | ----- |
| 1955      | STL       | 5     | 23    | 16    | 4     | 6     | 1        | 0        | 0        | 7     | 0     | 1     | 1        | 1     | 0     | 6     | 1     | 0     | 0     | 0        | .375  | .545     | .438     | .983  |
| 1956      | STL       | 150   | 665   | 587   | 94    | 153   | 22       | 7        | 0        | 189   | 27    | 8     | 8        | 2     | 1     | 72    | 0     | 3     | 52    | 3        | .261  | .344     | .322     | .666  |
| 1957      | STL       | 154   | 728   | 650   | 108   | 176   | 25       | 7        | 8        | 239   | 58    | 21    | 9        | 5     | 1     | 71    | 4     | 1     | 49    | 4        | .271  | .343     | .368     | .711  |
| 1958      | STL       | 143   | 608   | 547   | 71    | 150   | 19       | 10       | 2        | 195   | 36    | 20    | 5        | 2     | 1     | 57    | 2     | 1     | 47    | 14       | .274  | .343     | .356     | .700  |
| 1959      | STL       | 150   | 691   | 615   | 90    | 178   | 26       | 7        | 1        | 221   | 24    | 15    | 15       | 7     | 0     | 67    | 2     | 2     | 42    | 3        | .289  | .361     | .359     | .720  |
| 1960      | SF        | 136   | 583   | 523   | 72    | 123   | 12       | 8        | 2        | 157   | 31    | 14    | 2        | 7     | 2     | 49    | 1     | 2     | 53    | 4        | .235  | .302     | .300     | .602  |
| 1961      | SF        | 3     | 3     | 1     | 1     | 0     | 0        | 0        | 0        | 0     | 0     | 0     | 0        | 0     | 0     | 2     | 0     | 0     | 1     | 0        | .000  | .667     | .000     | .667  |
| 1961      | CIN       | 123   | 502   | 450   | 59    | 100   | 18       | 4        | 1        | 129   | 21    | 4     | 3        | 9     | 2     | 39    | 0     | 2     | 38    | 7        | .222  | .286     | .287     | .573  |
| '61計     | CIN       | 126   | 505   | 451   | 60    | 100   | 18       | 4        | 1        | 129   | 21    | 4     | 3        | 9     | 2     | 41    | 0     | 2     | 39    | 7        | .222  | .288     | .286     | .574  |
| 1962      | CIN       | 141   | 570   | 494   | 77    | 139   | 9        | 7        | 2        | 168   | 35    | 4     | 3        | 9     | 2     | 63    | 2     | 2     | 44    | 4        | .281  | .364     | .340     | .704  |
| 1963      | CIN       | 18    | 38    | 31    | 4     | 5     | 2        | 0        | 0        | 7     | 0     | 0     | 1        | 0     | 0     | 7     | 0     | 0     | 5     | 0        | .161  | .316     | .226     | .542  |
| 1963      | WS3       | 69    | 278   | 254   | 29    | 65    | 10       | 2        | 2        | 85    | 12    | 3     | 2        | 0     | 0     | 24    | 1     | 0     | 18    | 1        | .256  | .320     | .335     | .655  |
| '63計     | WS3       | 87    | 316   | 285   | 33    | 70    | 12       | 2        | 2        | 92    | 12    | 3     | 3        | 0     | 0     | 31    | 1     | 0     | 23    | 1        | .246  | .320     | .323     | .642  |
| 1964      | WS3       | 143   | 556   | 506   | 56    | 135   | 17       | 2        | 1        | 159   | 34    | 8     | 5        | 9     | 1     | 40    | 1     | 0     | 44    | 1        | .267  | .320     | .314     | .634  |
| 1965      | WS3       | 129   | 450   | 403   | 47    | 90    | 8        | 8        | 1        | 117   | 18    | 5     | 4        | 7     | 3     | 35    | 1     | 2     | 45    | 2        | .223  | .287     | .290     | .577  |
| 1966      | WS3       | 68    | 222   | 200   | 18    | 43    | 9        | 0        | 1        | 55    | 11    | 2     | 1        | 4     | 0     | 18    | 0     | 0     | 21    | 0        | .215  | .280     | .275     | .555  |
| 1966      | KCA       | 12    | 21    | 19    | 1     | 3     | 0        | 0        | 0        | 3     | 1     | 0     | 1        | 0     | 0     | 2     | 0     | 0     | 3     | 0        | .158  | .238     | .158     | .396  |
| '66計     | KCA       | 80    | 243   | 219   | 19    | 46    | 9        | 0        | 1        | 58    | 12    | 2     | 2        | 4     | 0     | 20    | 0     | 0     | 24    | 0        | .210  | .276     | .265     | .541  |
| 1967      | 南海      | 128   | 527   | 478   | 61    | 128   | 18       | 6        | 5        | 173   | 28    | 5     | 9        | 6     | 3     | 38    | 2     | 2     | 38    | 4        | .268  | .322     | .362     | .684  |
| 1968      | 南海      | 134   | 565   | 513   | 64    | 141   | 13       | 7        | 4        | 180   | 39    | 3     | 5        | 13    | 2     | 37    | 2     | 0     | 31    | 6        | .275  | .322     | .351     | .672  |
| 1969      | 南海      | 104   | 409   | 365   | 46    | 102   | 10       | 1        | 6        | 132   | 19    | 5     | 2        | 14    | 1     | 27    | 0     | 2     | 35    | 5        | .279  | .332     | .362     | .693  |
| MLB：12年 | MLB：12年 | 1444  | 5938  | 5296  | 731   | 1366  | 178      | 62       | 21       | 1731  | 308   | 105   | 60       | 62    | 13    | 552   | 15    | 15    | 462   | 43       | .258  | .329     | .327     | .656  |
| NPB：3年  | NPB：3年  | 366   | 1501  | 1356  | 171   | 371   | 41       | 14       | 15       | 485   | 86    | 13    | 16       | 33    | 6     | 102   | 4     | 4     | 104   | 15       | .274  | .325     | .358     | .683  |

- 各年度の太字はリーグ最高

### 年度別監督成績
| 年度      | 球団      | 順位      | 試合 | 勝利 | 敗戦 | 引分 | 勝率 | ゲーム差   | チーム 本塁打 | チーム 打率 | チーム 防御率 | 年齢       |
| --------- | --------- | --------- | ---- | ---- | ---- | ---- | ---- | ---------- | ------------- | ----------- | ------------- | ---------- |
| 1979年    | 阪神      | 4位       | 130  | 61   | 60   | 9    | .504 | 8.0        | 172           | .268        | 4.15          | 47歳       |
| 1980年    | 阪神      | 5位       | 26   | 13   | 12   | 1    | .520 | --         | --            | --          | --            | 48歳       |
| 1981年    | 南海      | 5位       | 130  | 53   | 65   | 12   | .449 | 5位・6位   | 128           | .273        | 4.37          | 49歳       |
| 1982年    | 南海      | 6位       | 130  | 53   | 71   | 6    | .427 | 5位・6位   | 90            | .255        | 4.05          | 50歳       |
| 通算：4年 | 通算：4年 | 通算：4年 | 416  | 180  | 208  | 28   | .464 | Bクラス4回 | Bクラス4回    | Bクラス4回  | Bクラス4回    | Bクラス4回 |

- 順位はシーズン最終順位

※1　1979年から1996年までは130試合制
※2　1973年から1982年までパ・リーグは前後期制
※3　1980年、5月15日に監督を辞任

### 表彰
NPB
- ベストナイン：2回 （1967年、1968年）

### 記録
MLB
- MLBオールスターゲーム選出：1回 （1958年）

NPB初記録
- 初出場・初先発出場：1967年4月8日、対東京オリオンズ1回戦（大阪スタヂアム）、2番・二塁手で先発出場
- 初安打：1967年4月14日、対東映フライヤーズ1回戦（後楽園球場）、3回表に嵯峨健四郎から中前安打
- 初打点：1967年4月25日、対阪急ブレーブス3回戦（阪急西宮球場）、9回表に佐々木誠吾から適時二塁打
- 初本塁打：1967年4月30日、対西鉄ライオンズ3回戦（大阪スタヂアム）、3回裏に田中勉から左越先制ソロ

NPBその他の記録
- オールスターゲーム出場：3回 （1967年 - 1969年）

### 背番号
- 3 （1955年 - 1958年）
- 11 （1959年）
- 10 （1960年 - 1961年途中）
- 19 （1961年途中 - 1963年途中）
- 12 （1963年途中 - 同年終了）
- 1 （1964年 - 1966年途中、1967年 - 1969年）
- 8 （1966年途中 - 同年終了）
- 50 （1970年 - 1977年）
- 78 （1978年）
- 80 （1979年 - 1980年）
- 70 （1981年 - 1982年）

## 関連情報

### 著書
- ブレイザーのシンキング・ベースボール―野球を激しく、考えてやろう - 藤江清志との共著、講談社、1979年